# Eleição municipal de Erechim em 2008
A eleição municipal em Erechim em 2008 decorreu em 5 de outubro para eleger um prefeito, um vice-prefeito e dez vereadores, sem a possibilidade de um segundo turno. Os mandatos dos candidatos eleitos nesta eleição duraram ente 1º de janeiro de 2009 a 1º de janeiro de 2013. A propaganda eleitoral gratuita em Erechim foi exibida entre 19 de agosto e 2 de outubro.
O atual prefeito, Elói Zanella, do PP não pôde concorrer pois estava no seu segundo mandato. O candidato da oposição, Paulo Pólis, do PT derrotou o então vice-prefeito Luiz Antônio Tirello, do PTB, e ao ex-prefeito Luiz Francisco Schmidt, do DEM, e foi eleito prefeito de Erechim.

## Debate
O único debate televisivo entre os três candidatos à prefeito foi realizado pela RBS TV, afiliada da Rede Globo, em 2 de outubro de 2008.

## Resultados

### Prefeito
| Candidato(a)                 | Vice                   | 1º turno 5 de outubro de 2008 | 1º turno 5 de outubro de 2008 |
| Candidato(a)                 | Vice                   | Total                         | Percentagem                   |
| ---------------------------- | ---------------------- | ----------------------------- | ----------------------------- |
| Paulo Pólis (PT)             | Ana Oliveira (PMDB)    | 22.863                        | 40,30%                        |
| Luiz Antônio Tirello (PTB)   | Eni Scandolara (PP)    | 20.380                        | 35,92%                        |
| Luiz Francisco Schmidt (DEM) | Gilmar Fiebig (PDT)    | 13.489                        | 23,78%                        |
| Total de votos válidos       | Total de votos válidos | 56.732                        | 80,65%                        |
| → Votos em branco            | → Votos em branco      | 1.359                         | 2,25%                         |
| → Votos nulos                | → Votos nulos          | 2.209                         | 3,66%                         |
| Total                        | Total                  | 60.300                        | 86,56%                        |
| Abstenções                   | Abstenções             | 9.360                         | 13,44%                        |
| Total de inscritos           | Total de inscritos     | 69.600                        | 100%                          |

### Vereadores eleitos
| Partido | Partido | Candidato              | Votos populares | Votos populares |
| Partido | Partido | Nome                   | Votos           |                 |
|         | PT      | Anacleto Zanella       | 4.463           |                 |
|         | PP      | Marcelo Demoliner      | 2.436           |                 |
|         | PT      | Serginho               | 2.091           |                 |
|         | PTB     | Carlos Antônio Zanini  | 2.058           |                 |
|         | PP      | José Rodolfo Mantovani | 1.950           |                 |
|         | PMDB    | Zé da Cruz             | 1.882           |                 |
|         | PPS     | Vânia Miola            | 1.613           |                 |
|         | PDT     | Ernani Mello           | 1.512           |                 |
|         | PT      | Jaime Basso            | 1.480           |                 |
|         | PR      | Cezar Caldart          | 1.405           |                 |

#### Resumo geral
| Total de votos válidos  | Total de votos válidos  | 59.030 |
| Votos apurados          |                         |        |
| Votos válidos           | 80,16%                  | 56.437 |
| Votos em branco         | 4,23%                   | 2.460  |
| Votos nulos             | 2,17%                   | 1.309  |
| Total de votos apurados | Total de votos apurados | 60.300 |
| Eleitores               |                         |        |
| Comparecimento          | 86,56%                  | 60.300 |
| Abstenções              | 13,44%                  | 9.360  |
| Total de eleitores      | Total de eleitores      | 69.660 |